# Edmund Husserl
Edmund Gustav Albrecht Husserl (ur. 8 kwietnia 1859 w Prościejowie, zm. 27 kwietnia 1938 we Fryburgu Bryzgowijskim) – niemiecki matematyk i filozof żydowskiego pochodzenia, jeden z głównych twórców fenomenologii.
We wczesnych pracach opracowywał krytykę historyzmu i psychologizmu w logice, opartą na analizie intencjonalności. W swojej dojrzałej pracy starał się rozwijać systematyczną naukę fundamentalną opartą na tak zwanej redukcji fenomenologicznej. Twierdząc, że świadomość transcendentalna wyznacza granice wszelkiej możliwej wiedzy, Husserl przedefiniował fenomenologię jako filozofię transcendentalno-idealistyczną. Myśl Husserla głęboko wpłynęła na filozofię XX wieku i pozostaje on ważną postacią we współczesnej filozofii i poza nią.

## Życiorys

### Młodość i edukacja
Husserl urodził się w 1859 r. w Prościejowie, mieście w Marchii Morawskiej, które wówczas należało do Cesarstwa Austrii, a dziś należy do Republiki Czeskiej. Urodził się w rodzinie żydowskiej, jako drugi z czwórki dzieci. Jego ojciec był kapelusznikiem. Dzieciństwo spędził w Prościejowie, gdzie uczęszczał do świeckiej szkoły podstawowej. Następnie Husserl udał się do Wiednia, aby tam uczyć się w gimnazjum, a następnie w szkole średniej w Ołomuńcu.
Na Uniwersytecie w Lipsku w latach 1876–1878 Husserl studiował matematykę, fizykę i astronomię. W Lipsku zainspirowały go wykłady z filozofii prowadzone przez Wilhelma Wundta, jednego z twórców nowoczesnej psychologii. Następnie w 1878 przeniósł się na Uniwersytet Fryderyka Wilhelma w Berlinie (dzisiejszy Uniwersytet Humboldtów w Berlinie), gdzie kontynuował studia matematyczne u Leopolda Kroneckera i Karla Weierstrassa. W Berlinie znalazł mentora w postaci Tomáša Masaryka, wówczas byłego studenta filozofii Franza Brentano, a później pierwszego prezydenta Czechosłowacji. Tam też Husserl uczęszczał na wykłady filozoficzne Friedricha Paulsena. W 1881 wyjechał na Uniwersytet Wiedeński, aby ukończyć studia matematyczne pod kierunkiem Leo Koenigsbergera (byłego ucznia Weierstrassa). W 1883 r. w Wiedniu obronił doktorat pracą Wkłady do rachunku wariacyjnego.
Po doktoracie z matematyki Husserl wrócił do Berlina, aby pracować jako asystent Karla Weierstrassa. Jednak już wtedy Husserl poczuł chęć uprawiania filozofii. Wtedy profesor Weierstrass ciężko zachorował. Husserl mógł swobodnie wrócić do Wiednia, gdzie po krótkiej służbie wojskowej poświęcił się filozofii. W 1884 na Uniwersytecie Wiedeńskim uczęszczał na wykłady Franza Brentano z filozofii i psychologii filozoficznej. Franz Brentano zapoznał go z pismami Bernarda Bolzano, Rudolfa Hermanna Lotze, Johna Stuarta Milla i Davida Hume'a. Husserl był pod takim wrażeniem Franza Brentano, że postanowił poświęcić swoje życie filozofii; w rzeczywistości Franz Brentano jest często uznawany za jego najważniejszy wpływ, np. w odniesieniu do intencjonalności. Za radą akademicką, dwa lata później, w 1886 r., Husserl przeszedł za Carlem Stumpfem, byłym studentem Franza Brentano, na Uniwersytet Marcina Lutra w Halle, starając się uzyskać habilitację, która kwalifikowałaby go do nauczania na poziomie uniwersyteckim. Tam pod nadzorem Stumpfa napisał w 1887 roku O pojęciu liczby, publikację, która posłużyła później jako podstawa jego pierwszej ważnej pracy – Filozofii arytmetyki.
Po kilku latach rozpoczął pracę nad Badaniami logicznymi. W nich podjął próbę opisania swoich poszukiwań czystej logiki, teorii matematyki i teorii poznania. Filozofia Husserla miała szeroki wpływ na myślicieli, wśród których byli: Martin Heidegger, który był jego uczniem, Edyta Stein (późniejsza św. Teresa Benedykta od Krzyża napisała pod kierunkiem Husserla pracę doktorską), Jean-Paul Sartre, Maurice Merleau-Ponty, Roman Ingarden. Początkowo Husserl próbował sprowadzić prawa logiki i arytmetykę do praw psychologicznych, jednak później w Badaniach logicznych, pod wpływem Fregego i panującego na uniwersytetach niemieckich neokantyzmu, stał się krytykiem i przeciwnikiem psychologizmu, twierdząc, że nie da się zredukować logiki do psychologii. W filozofii Husserla świadomość jest intencjonalna, czyli zawsze jest świadomością czegoś, zwraca się ku czemuś. Husserl odróżnia akty psychiczne (akt świadomości w terminologii husserlowskiej to noeza) od tego, do czego te akty intencjonalnie się odnoszą, czyli obiektów świadomości (noematów). Punktem wyjścia fenomenologii jest redukcja fenomenologiczna (epoche), zawieszająca sądy o świecie. Powoduje ona zwrot w stronę świadomości i uobecniających się tam aktów immanentnie skierowanych. Dlatego metoda ta jest nazywana także fenomenologią transcendentalną, gdyż pyta o najbardziej podstawowe warunki naszego poznania (dzieje się to jednak inaczej niż w przypadku filozofii Immanuela Kanta). Husserl zajmował się także semantyką logiczną, wprowadzając ideę kategorii semantycznych, semantyka ta opiera się na pojęciu intencjonalności. Koncepcja ta była później rozwijana między innymi przez Kazimierza Ajdukiewicza i Stanisława Leśniewskiego.
W 1887 roku Husserl poślubił Malvine Steinschneider. Razem stworzyli związek, który trwał ponad pięćdziesiąt lat. W 1892 roku urodziła się ich córka Elizabeth, w 1893 syn Gerhart, a w 1894 syn Wolfgang. Elizabeth wyszła za mąż w 1922. W październiku 1914 obaj jego synowie zostali wysłani do walki na froncie zachodnim I wojny światowej, a w następnym roku jeden z nich, Wolfgang, został ciężko ranny. 8 marca 1916 roku zginął na polu bitwy pod Verdun. W następnym roku jego drugi syn Gerhart został ranny na wojnie, ale przeżył. Gerhart Husserl został filozofem prawa, wnosząc swój wkład w tematykę komparatastyki prawniczej, nauczając w Stanach Zjednoczonych i po wojnie w Austrii. W listopadzie 1917 r. jeden ze studentów Edmunda Husserla, a później wybitny profesor filozofii Adolf Reinach zginął na wojnie podczas służby we Flandrii.

### Profesor filozofii
Po ślubie Husserl rozpoczął długą karierę nauczyciela filozofii. Rozpoczął w 1887 jako Privatdozent na Uniwersytecie Marcina Lutra w Halle. W 1891 roku po opublikowaniu Filozofii arytmetyki wdał się w spór z Gottlobem Frege o istotę logiki. Stał się w tym czasie krytykiem prac Kazimierza Twardowskiego, których niedoskonałości poprowadziły go do badań nad istotą przedstawienia i znaczenia.
W 1901 roku Husserl wraz z rodziną przeniósł się do Getyngi, gdzie wykładał jako profesor nadzwyczajny na tamtejszym uniwersytecie. Tuż przed tym opublikowano jego główne dzieło zatytułowane Badania logiczne. Tom pierwszy zawiera refleksje na temat czystej logiki, w których starannie obala psychologizm. Praca ta została dobrze przyjęta i stała się tematem seminarium prowadzonego przez Wilhelma Diltheya. Husserl w 1905 pojechał do Berlina, aby odwiedzić Wilhelma Diltheya, a dwa lata później we Włoszech złożył wizytę Franzowi Brentano, jego inspirującemu staremu nauczycielowi oraz znanemu matematykowi – Constantinowi Carathéodory. Immanuel Kant i Kartezjusz również wpłynęli na jego myśl. W 1910 został współredaktorem pisma Logos. W tym okresie Husserl wygłaszał wykłady na temat wewnętrznej świadomości czasu, które kilkadziesiąt lat później jego były student Martin Heidegger zredagował do publikacji.
W 1912 r. we Fryburgu Bryzgowijskim Husserl i jego szkoła założyli czasopismo Rocznik filozofii i badań fenomenologicznych, które w latach 1913–1930 publikowało artykuły ruchu fenomenologicznego. W pierwszym numerze czasopisma opublikowana została jego ważna praca zatytułowana Idee. Zawarte w Ideach myśli skrytykował później Jean-Paul Sartre. Husserl w Ideach wyraźnie omawia redukcje fenomenologiczne i ejdetyczne. W 1913 roku Karl Jaspers odwiedził Husserla w Getyndze.
Husserl w 1916 roku przeniósł się na Uniwersytet we Fryburgu, gdzie kontynuował realizację swojej pracy filozoficznej, teraz jako profesor zwyczajny. Edyta Stein pracowała jako jego osobista asystentka przez kilka pierwszych lat we Fryburgu Bryzgowijskim, a następnie w latach 1920–1923 jego asystentem był Martin Heidegger. W 1918 roku korespondencję z Husserlem rozpoczął matematyk Hermann Weyl. W 1922 roku Husserl wygłosił cztery wykłady na temat metody fenomenologicznej na Uniwersytecie Londyńskim. W 1927 roku Martin Heidegger zadedykował mu swoją książkę Bycie i czas. 8 kwietnia 1929 roku z okazji siedemdziesiątych urodzin Husserla wręczono mu Festschrift – książkę honorującą osobę wybitną, związaną ze środowiskiem naukowym.
Mimo przejścia na emeryturę Husserl wygłosił kilka godnych uwagi wykładów, które doprowadziły do powstania m.in. Medytacji Kartezjańskich. Husserl dokonał w nich przeglądu redukcji fenomenologicznej, przedstawionej wcześniej w jego Ideach w celu dalszej redukcji doświadczenia do tego, co nazywa sferą własności. W tej sferze, którą Husserl odkrywa, aby pokazać niemożliwość solipsyzmu, transcendentalne ego znajduje się zawsze już w parze z przeżywanym ciałem innego ego, innej monady. To a priori połączenie ciał, dane w percepcji, jest tym, co stanowi podstawę połączenia świadomości, znanego jako transcendentalna intersubiektywność, którą Husserl dalej szczegółowo opisywał w tomach niepublikowanych pism.
W 1933 r. uchwalono prawa rasowe nowego reżimu nazistowskiego. 6 kwietnia Husserlowi zakazano korzystania z biblioteki na Uniwersytecie we Fryburgu oraz z jakiejkolwiek innej biblioteki akademickiej; w następnym tygodniu, po publicznym oburzeniu, prawo to zostało jednak przywrócone. Natomiast w lipcu Husserl zrezygnował z Deutsche Akademie.
Później Husserl wykładał w Pradze (1935) i Wiedniu (1936), co zaowocowało nowatorską i problematyczną publikacją zatytułowaną Kryzys. Husserl opisał w niej kryzys kulturowy ogarniający Europę, omówił także filozofię historii, przywołując m.in. Galileusza, Kartezjusza, kilku brytyjskich filozofów i Kanta. Wcześniej apolityczny Husserl unikał szczególnie takich historycznych dyskusji, wyraźnie woląc przejść bezpośrednio do badania świadomości. Maurice Merleau-Ponty oraz inni badacze kwestionują, czy Husserl nie podkopuje tutaj swojego stanowiska, ponieważ w zasadzie zaatakował on historyzm, a jednocześnie specjalnie projektował swoją fenomenologię tak, aby była wystarczająco rygorystyczna, aby przekroczyć granice historii. Wręcz przeciwnie, Husserl może tu wskazywać, że tradycje historyczne są jedynie cechami nadanymi czystej intuicji ego. Dłuższy rozdział dotyczy świata życia, nieobserwowanego przez obiektywną logikę nauki, ale świata widzianego w naszym subiektywnym doświadczeniu.
Jesienią 1937 roku Husserl zachorował na zapalenie opłucnej. Filozof zmarł we Fryburgu Bryzgowijskim 27 kwietnia 1938 roku, w wieku 79 lat. Przeżyła go żona Malvine. Eugen Fink, jego asystent badawczy, wygłosił mowę pochwalną. Jedynym wykładowcą z Fryburga, który wziął udział w pogrzebie w ramach protestu antynazistowskiego był Gerhard Ritter.

### Heidegger i epoka nazistowska
Husserlowi odmówiono korzystania z biblioteki we Fryburgu Bryzgowijskim w wyniku antyżydowskiego ustawodawstwa z kwietnia 1933 r. Husserl nie mógł również publikować swoich prac w nazistowskich Niemczech. Krążyły również pogłoski, że jego były uczeń Martin Heidegger poinformował Husserla, że ten został zwolniony, ale w rzeczywistości był to poprzedni rektor. Husserl i Heidegger rozstali się w latach dwudziestych, co stało się bardziej widoczne po 1928 r., kiedy Husserl przeszedł na emeryturę, a Heidegger objął katedrę uniwersytecką. Latem 1929 roku Husserl przestudiował starannie dobrane pisma Heideggera, dochodząc do wniosku, że w kilku kluczowych stanowiskach różniły się one: np. Heidegger zastąpił czyste ego terminem dasein, przekształcając w ten sposób fenomenologię w antropologię. Takie obserwacje Heideggera, wraz z krytyką Maxa Schelera, znalazły się w wykładzie Husserla wygłoszonym w 1931 roku w różnych towarzystwach kantowskich we Frankfurcie, Berlinie i Halle w 1931. Wykład nosił tytuł Fenomenologia i antropologia.
W czasie II wojny światowej wznowiono wydaną w 1927 roku publikację Martina Heideggera zatytułowaną Bycie i czas. Usunięto oryginalne dedykacje dla Husserla. Nie wynikało to jednak z negacji relacji między dwoma filozofami, ale raczej z sugerowanej cenzury przez wydawcę Heideggera, który obawiał się, że w przeciwnym razie książka mogłaby zostać zakazana przez reżim nazistowski. Dedykację wciąż można znaleźć w przypisie na stronie 38, na której Heidegger dziękuje Husserlowi za wskazówki i hojność. Husserl oczywiście zmarł trzy lata wcześniej. W powojennych wydaniach Bycia i czasu powracają dedykacje dla Husserla. Złożona, niespokojna i rozbita filozoficzna relacja między Husserlem a Heideggerem była szeroko dyskutowana.

4 maja 1933 profesor Edmund Husserl odniósł się do niedawnej zmiany reżimu w Niemczech i jej konsekwencji:
Tylko przyszłość osądzi [...] kim byli prawdziwi Niemcy – tymi, którzy podpisują się pod mniej lub bardziej materialistyczno-mitycznymi uprzedzeniami rasowymi tych czasów, czy ci Niemcy czystego serca i umysłu, spadkobiercy wielkich Niemców z przeszłości, których tradycję czczą i utrwalają.
Po śmierci Husserla jego rękopisy (liczące około 40 000 stron stenografii) oraz jego kompletny dorobek naukowy zostały przemycone – w 1939 roku – na Katolicki Uniwersytet Lowański w Belgii przez franciszkanina księdza Hermana Van Bredę. Tam zostały zdeponowane, tworząc Archiwum Husserla Wyższego Instytutu Filozofii. Wiele materiałów z jego rękopisów badawczych zostało od tego czasu opublikowanych w serii krytycznej nazwanej Husserliana.

## Rozwój myśli Husserla

### Kilka wczesnych motywów
W swoich pierwszych pracach Husserl starał się łączyć matematykę, psychologię i filozofię, mając na celu stworzenie solidnych podstaw dla matematyki. Analizował proces psychologiczny potrzebny do uzyskania pojęcia liczby, a następnie próbował zbudować systematyczną teorię tej analizy. W tym celu wykorzystał kilka metod i koncepcji zaczerpniętych od swoich nauczycieli. Od Weierstrassa wywiódł ideę, że pojęcie liczby generujemy licząc pewien zbiór obiektów. Od Brentano i Stumpfa przejął rozróżnienie między właściwym i niewłaściwym przedstawieniem. Husserl wyjaśnia to w następujący sposób: jeśli stoisz przed domem, masz właściwą, bezpośrednią prezentację tego domu, ale jeśli go szukasz i pytasz o drogę, to te wskazówki (np. dom na rogu tej i tej ulicy) są prezentacją pośrednią, niewłaściwą. Innymi słowy, można mieć właściwą prezentację przedmiotu, jeśli faktycznie jest on obecny, a niewłaściwą (lub symboliczną, jak to również nazywa), jeśli tylko można wskazać ten przedmiot za pomocą znaków, symboli itp. Badania logiczne Husserla są uważane za punkt wyjścia dla formalnej teorii całości i ich części, zwanej mereologią.
Innym ważnym elementem, który Husserl przejął od Brentano, jest intencjonalność. Brentano zdefiniował ją jako główną cechę zjawisk psychicznych, dzięki której można je odróżnić od zjawisk fizycznych. Każdy akt psychiczny ma treść, jest nakierowany na przedmiot (przedmiot intencjonalny). Brentano użył wyrażenia „intencjonalna inegzystencja”, aby wskazać status obiektów myśli w umyśle.

### Opracowanie fenomenologii
Kilka lat po opublikowaniu w latach 1900–1901 – Badań logicznych, Husserl dokonał kilku kluczowych opracowań koncepcyjnych, które doprowadziły go do stwierdzenia, że aby zbadać strukturę świadomości, należy rozróżnić akt świadomości od zjawisk, na które jest ona skierowana. Wiedza o esencjach byłaby możliwa tylko poprzez wzięcie w nawias wszelkich założeń o istnieniu świata zewnętrznego. Tę procedurę nazwał epoché. Nowe koncepcje skłoniły Husserla do opublikowania Idei oraz drugiego tomu Badań logicznych.
W Ideach Husserl koncentrował się na idealnych, podstawowych strukturach świadomości. Metafizyczny problem ustalenia rzeczywistości tego, co postrzegamy, w odróżnieniu od postrzegającego podmiotu, nie interesował Husserla, mimo że był transcendentalnym idealistą. Husserl zaproponował, że świat przedmiotów – i sposobów, w jakie kierujemy się ku nim i je postrzegamy – jest zwykle pojmowany w sposób, który nazwał postawą naturalną, która charakteryzuje się przekonaniem, że przedmioty istnieją niezależnie od postrzegającego podmiotu oraz wykazują właściwości, które widzimy jako emanujące z nich (ta postawa jest również nazywana obiektywizmem fizykalistycznym). Husserl zaproponował radykalnie nowy fenomenologiczny sposób patrzenia na przedmioty, badając, w jaki sposób my, na wiele sposobów intencjonalnie do nich skierowani, faktycznie je „konstytuujemy” (w odróżnieniu od materialnego tworzenia przedmiotów lub przedmiotów będących jedynie wytworami wyobraźni). Z fenomenologicznego punktu widzenia przedmiot przestaje być czymś po prostu „zewnętrznym” i przestaje być postrzegany jako dostarczający wskaźników tego, czym jest, a staje się grupą percepcyjnych i funkcjonalnych aspektów, które implikują się wzajemnie w ramach idei określonego przedmiotu. Aby lepiej zrozumieć świat zjawisk i przedmiotów, fenomenologia próbuje zidentyfikować niezmienne cechy tego, jak przedmioty są postrzegane i spycha atrybucje rzeczywistości do roli atrybucji o rzeczach, które postrzegamy. Główną linią podziału w myśli Husserla jest zwrot w kierunku transcendentalnego idealizmu.
W późniejszym okresie Husserl zaczął zmagać się ze skomplikowanymi zagadnieniami intersubiektywności, a konkretnie, w jaki sposób można przyjąć, że komunikacja o przedmiocie odnosi się do tego samego idealnego bytu. Problem ten zawarty został w Medytacjach Kartezjańskich. Husserl próbował nowych metod przybliżania czytelnikom znaczenia fenomenologii dla badań naukowych (w szczególności dla psychologii). Kryzys nauk europejskich i fenomenologia transcendentalna to niedokończone dzieło Husserla, które najbardziej bezpośrednio zajmuje się tymi zagadnieniami. Husserl po raz pierwszy podjął w nim próbę historycznego przeglądu rozwoju zachodniej filozofii i nauki, podkreślając wyzwania stawiane przez ich coraz bardziej (jednostronnie) empiryczną i naturalistyczną orientację. Husserl oświadczył, że rzeczywistość umysłowa i duchowa jest niezależna od jakiejkolwiek podstawy fizycznej i że nauka o umyśle musi być oparta na fundamencie naukowym, jak to uczyniły nauki przyrodnicze.

## Myśl Husserla
Myśl Husserla jest pod wieloma względami rewolucyjna, zwłaszcza w rozróżnieniu między naturalnym a fenomenologicznym sposobem rozumienia. W pierwszym przypadku postrzeganie zmysłowe w korespondencji ze sferą materialną stanowi poznaną rzeczywistość, a rozumienie opiera się na dokładności percepcji i obiektywnej poznawalności tego, co nazywamy światem rzeczywistym. Rozumienie fenomenologiczne stara się być rygorystycznie bezzałożeniowe za pomocą tego, co Husserl nazywa redukcją transcendentalną, która w jego terminologii jest czystą świadomością bytu absolutnego. U Husserla świadomość jakiejkolwiek rzeczy domaga się rozpoznania jej znaczenia jako przedmiotu intencjonalnego.

### Znaczenie a przedmiot
Husserl wyraźnie zaznaczał różnicę między znaczeniem a samym przedmiotem. Zidentyfikował kilka różnych rodzajów nazw. Na przykład istnieją nazwy, które pełnią rolę jednoznacznie identyfikujących obiekt. Każda z tych nazw wyraża znaczenie i oznacza ten sam przedmiot. Przykładami tego są zwycięzca bitwy pod Jeną-Auerstedt i przegrany w bitwie pod Waterloo lub trójkąt równoboczny i trójkąt równokątny; w obu przypadkach obie nazwy wyrażają różne znaczenia, ale oznaczają ten sam przedmiot. Są nazwy, które nie mają żadnego znaczenia, ale pełnią rolę oznaczenia przedmiotu: Arystoteles, Sokrates i tak dalej. Wreszcie są nazwy, które oznaczają różne przedmioty. Są to tak zwane nazwy uniwersalne; ich znaczenie jest pojęciem i odnosi się do szeregu przedmiotów. Sposób, w jaki znamy zmysłowe przedmioty, nazywa się zmysłową intuicją.
Husserl identyfikuje również szereg słów formalnych, które są niezbędne do tworzenia zdań i nie mają sensownych korelatów. Przykłady formalnych słów to: więcej niż, ponad, dwa, grupa itp. Każde zdanie musi zawierać formalne słowa, aby określić to, co Husserl nazywa kategoriami formalnymi. Istnieją dwa rodzaje kategorii: kategorie znaczeniowe oraz kategorie formalno-ontologiczne. Kategorie znaczeniowe odnoszą się do osądów; obejmują między innymi formy koniunkcji, alternatywy czy formy liczby mnogiej. Kategorie formalno-ontologiczne dotyczą obiektów i zawierają takie pojęcia, jak: zbiór, liczba kardynalna, liczba porządkowa, część i całość, relacja i tak dalej. Kategorie te znamy dzięki zdolności rozumienia zwanej intuicją kategoryczną.
Dzięki zmysłowej intuicji nasza świadomość konstytuuje to, co Husserl nazywa sytuacją rzeczy. Jest to konstytucja pasywna, w której prezentowane są nam same przedmioty. Do takiego stanu rzeczy, poprzez kategoryczną intuicję, jesteśmy w stanie ukonstytuować stan rzeczy. Jedna sytuacja rzeczy poprzez obiektywne akty świadomości (akty konstytuowania się kategorycznie) może służyć jako podstawa do konstytuowania wielu stanów rzeczy. Załóżmy na przykład, że a i b są dwoma sensownymi obiektami w określonej sytuacji rzeczy. Możemy na jej podstawie powiedzieć a<b i b>a, dwa sądy oznaczające ten sam stan rzeczy. Dla Husserla zdanie ma znaczenie zdania lub sądu i odnosi się do stanu rzeczy, dla którego punktem odniesienia jest sytuacja rzeczy.

### Ontologia formalna i regionalna
Husserl postrzega ontologię jako naukę o esencjach. Nauki o esencjach przeciwstawiane są naukom o faktach: te pierwsze są poznawalne a priori i stanowią podstawę dla drugich, które są poznawalne a posteriori. Ontologia jako nauka o istotach nie jest zainteresowana rzeczywistymi faktami, ale samymi istotami, niezależnie od tego, czy mają instancje, czy nie. Husserl rozróżnia ontologię formalną, która bada istotę obiektywności w ogóle oraz ontologie regionalne. Te drugie badają esencje regionalne, które są wspólne dla wszystkich podmiotów należących do regionu. Regiony odpowiadają najwyższym rodzajom konkretnych bytów: naturze materialnej, osobistej świadomości i interpersonalnemu duchowi. Metoda Husserla badania ontologii i nauk o istocie w ogóle nazywa się wariacją imaginatywną. Polega ona na wyobrażeniu sobie przedmiotu badanego rodzaju i zróżnicowaniu jego cech. Zmieniona cecha jest dla tego rodzaju nieistotna, jeśli przedmiot może przetrwać jego zmianę, w przeciwnym razie należy do istoty gatunku. Na przykład trójkąt pozostaje trójkątem, jeśli jeden z jego boków zostanie przedłużony, ale przestaje być trójkątem, jeśli dodany zostanie czwarty bok. Ontologia regionalna polega na zastosowaniu tej metody do esencji odpowiadających najwyższym rodzajom.

### Filozofia logiki i matematyki
Husserl uważał, że prawda sama w sobie ma jako korelat samą siebie, tak jak kategorie znaczeniowe mają jako korelaty kategorie formalno-ontologiczne. Logika jest formalną teorią sądów, która bada formalne relacje a priori między sądami za pomocą kategorii znaczeniowych. Z drugiej strony matematyka jest formalną ontologią, która bada wszystkie możliwe formy bytu. Zatem zarówno dla logiki, jak i matematyki różne kategorie formalne są przedmiotami badań, a nie same przedmioty zmysłowe. Problem z psychologicznym podejściem do matematyki i logiki polega na tym, że nie uwzględnia się faktu, że podejście to dotyczy kategorii formalnych, a nie tylko abstrakcji od samej zmysłowości. Powodem, dla którego nie zajmujemy się przedmiotami zmysłowymi w matematyce, jest inna zdolność rozumienia, zwana abstrakcją kategoryczną.
Dzięki redukcji ejdetycznej (intuicji zasadniczej) jesteśmy w stanie uchwycić zależności między pojęciami i między kategoriami formalnymi takimi jak możliwość, niemożliwość, konieczność i przygodność. Intuicja kategorialna wraz z abstrakcją kategorialną i redukcją ejdetyczną stanowią podstawę wiedzy logicznej i matematycznej. Husserl krytykował logików swoich czasów za to, że nie skupiali się na relacji między subiektywnymi procesami, które dają nam obiektywną wiedzę o czystej logice. Wszystkie subiektywne działania świadomości potrzebują idealnego korelatu, a obiektywna logika (ukonstytuowana noematycznie), ponieważ jest konstytuowana przez świadomość, potrzebuje korelatu noetycznego w postaci subiektywnych działań świadomości. Husserl stwierdził, że logika ma trzy warstwy, każda dalej od świadomości i psychologii niż te, które ją poprzedzają.
- Pierwsza warstwa to to, co Husserl nazwał morfologią znaczeń, odnoszącą się do a priori sposobów powiązania sądów w celu nadania im znaczenia. W tej warstwie opracowujemy czystą gramatykę lub logiczną składnię, a Husserl nazwał jej reguły prawami zapobiegającymi nonsensowi, co byłoby podobne do tego, co logika nazywa dziś regułami formowania. Matematyka, jako ontologiczny korelat logiki, ma również podobną warstwę, czyli morfologię kategorii formalno-ontologicznych.
- Druga warstwa została nazwana przez Husserla logiką konsekwencji lub logiką niesprzeczności, która bada wszystkie możliwe formy prawdziwych sądów. Obejmuje logikę klasyczną sylogistyki, logikę zdań i predykatów. Jest to warstwa semantyczna, a regułami tej warstwy byłyby prawa mające na celu unikanie kontrsensu lub prawa zapobiegające sprzeczności. Są one bardzo podobne do dzisiejszych logicznych reguł transformacji. Matematyka ma podobną warstwę, która opiera się m.in. na czystej teorii mnogości i czystej teorii liczb. Husserl mówił także o tym, co nazwał logiką prawdy, która składa się z formalnych praw możliwej prawdy i jej modalności oraz poprzedza trzecią logiczną warstwę.
- Trzecia warstwa, którą nazwał teorią wszystkich możliwych form teorii, bada wszystkie możliwe teorie w sposób a priori, a nie możliwość teorii w ogóle. Moglibyśmy ustalić teorie możliwych relacji między czystymi formami teorii, zbadać te relacje logiczne i wnioski wynikające z takiego ogólnego związku. Logik może swobodnie widzieć rozszerzenie tej dedukcyjnej, teoretycznej sfery czystej logiki.

Ontologicznym korelatem z trzecią warstwą jest teoria rozmaitości. W ontologii formalnej jest to swobodne badanie, w którym matematyk może przypisać kilka znaczeń kilku symbolom i wszystkim ich możliwym słusznym dedukcjom w sposób ogólny i nieokreślony. Jest to, właściwie mówiąc, najbardziej uniwersalna matematyka ze wszystkich. Poprzez stanowisko pewnych nieokreślonych obiektów (kategorii formalno-ontologicznych) oraz dowolnej kombinacji aksjomatów matematycznych matematycy mogą badać apodyktyczne powiązania między nimi, o ile zachowana jest spójność. Według Husserla ten pogląd na logikę i matematykę wyjaśniał obiektywność szeregu osiągnięć matematycznych jego czasów, takich jak n-wymiarowe rozmaitości (zarówno euklidesowe, jak i nieeuklidesowe), teoria rozszerzeń Hermanna Grassmanna, hamiltoniany Williama Rowana Hamiltona, teoria grup przekształceń Mariusa Sophusa Liego i teoria mnogości Georga Cantora.

## Husserl i psychologizm

### Filozofia arytmetyki i Frege
Po uzyskaniu doktoratu z matematyki Husserl zaczął analizować podstawy matematyki z psychologicznego punktu widzenia. W swojej rozprawie habilitacyjnej zatytułowanej O pojęciu liczby oraz w Filozofii arytmetyki Husserl starał się, posługując się psychologią opisową Brentano, zdefiniować liczby naturalne w sposób, który rozwinął metody i techniki Karla Weierstrassa, Richarda Dedekinda, Georga Cantora, Gottloba Fregego oraz innych ówczesnych matematyków. Następnie, w pierwszym tomie swoich Badań logicznych, Husserl, atakując psychologistyczny punkt widzenia w logice i matematyce, wydawał się również odrzucać większość swoich wczesnych prac, chociaż formy psychologzmu analizowane i obalane w Badaniach logicznych nie odnosiły się bezpośrednio do jego filozofii arytmetyki. Niektórzy uczeni twierdzą, że negatywna recenzja Filozofii arytmetyki autorstwa Fregego pomogła skierować Husserla w stronę nowoczesnego platonizmu. W swoich Badaniach logicznych Husserl wyraźnie wymienia Bernarda Bolzano, Gottfrieda Wilhelma Leibniza i Rudolfa Hermanna Lotze jako inspiracje dla swojego nowszego stanowiska.
Recenzja pracy Husserla autorstwa Ernsta Schrödera, opublikowana przed przełomowym artykułem Fregego z 1892 roku, wyraźnie odróżnia sens od odniesienia; w ten sposób pojęcia noemy i przedmiotu Husserla powstały również niezależnie. Podobnie w swojej krytyce Fregego w filozofii arytmetyki Husserl zwraca uwagę na rozróżnienie między treścią a rozszerzeniem pojęcia. Co więcej, rozróżnienie między subiektywnym aktem mentalnym, a treścią pojęcia i (zewnętrznym) przedmiotem, zostało opracowane niezależnie przez Brentano i jego szkołę oraz mogło pojawić się już w jego wykładach logicznych z lat 70. XIX wieku.
Uczeni tacy jak Jitendra Nath Mohanty, Claire Ortiz Hill i Guillermo E. Rosado Haddock twierdzili, że zmiana stanowiska Husserla z psychologizmu na platonizm nastąpiła niezależnie od recenzji Fregego. Na przykład recenzja fałszywie oskarża Husserla o subiektywizację wszystkiego, w taki sposób aby nie była możliwa żadna obiektywność i fałszywie przypisuje mu pojęcie abstrakcji. Wbrew temu, co twierdzi Frege, w Filozofii arytmetyki Husserla odnajdujemy dwa różne rodzaje reprezentacji: subiektywne i obiektywne. Ponadto obiektywność jest w tej pracy jasno określona. Wydaje się, że atak Fregego skierowany jest na pewne fundamentalne doktryny obecne wówczas w szkole berlińskiej Weierstrassa, której Husserl nie był ortodoksyjnych przedstawicielem.
Husserl stwierdził, że zmienił zdanie już w 1890 roku, rok przed opublikowaniem Filozofii arytmetyki. Przypisał tę zmianę myślenia swojemu czytaniu Leibniza, Bolzano, Lotzego i Davida Hume'a. Sam Husserl nie wspominał o Fregem jako decydującym czynniku w tej zmianie.
W liście z 24 maja 1891 roku Frege podziękował Husserlowi za przesłanie mu egzemplarza Filozofii arytmetyki oraz recenzji Husserla o Vorlesungen über die Algebra der Logik Ernsta Schrödera. W tym samym liście Frege wykorzystał recenzję książki Schrödera do analizy sensu odniesienia słów. Stąd Frege już w 1891 roku uznał, że Husserl rozróżniał sens i odniesienie. W konsekwencji Frege i Husserl niezależnie opracowali teorię sensu i odniesienia przed 1891 rokiem.

### Husserlowska krytyka psychologizmu
Reagując przeciwko takim autorom jak John Stuart Mill, Christoph von Sigwart oraz Franz Brentano, Husserl skrytykował ich psychologizm w matematyce i logice, tj. ich koncepcję tych nauk abstrakcyjnych i apriorycznych jako mających zasadniczo empiryczne podstawy i nakazowy lub opisowy charakter. Według psychologizmu logika nie byłaby autonomiczną dyscypliną, ale gałęzią psychologii, proponującą albo nakazową i praktyczną sztukę poprawnego osądu, albo opis faktycznych procesów myśli ludzkiej. Husserl zwrócił uwagę, że niepowodzenie antypsychologistów w pokonaniu psychologizmu wynikało z niezdolności odróżnienia fundamentalnej, teoretycznej strony logiki od jej stosowanej, praktycznej strony. Czysta logika wcale nie zajmuje się myślami czy sądami jako epizodami myślowymi, ale apriorycznymi prawami i warunkami jakiejkolwiek teorii i wszelkich sądów, pojmowanymi jako zdania same w sobie.
Psychologom nie udało się również pokazać, jak na podstawie procesów indukcyjnych lub psychologicznych można uzasadnić absolutną pewność zasad logicznych, takich jak zasady tożsamości i niesprzeczności. Dlatego daremne jest opieranie pewnych logicznych praw i zasad na niepewnych procesach umysłu.
To zamieszanie wywołane przez psychologizm (i pokrewne dyscypliny, takie jak biologizm i antropologizm) może być spowodowane trzema konkretnymi uprzedzeniami:
- Pierwszym uprzedzeniem jest przypuszczenie, że logika ma charakter normatywny. Husserl twierdzi, że logika jest teoretyczna, tj. sama logika proponuje prawa aprioryczne, które same są podstawą normatywnej strony logiki. Ponieważ matematyka jest powiązana z logiką, przytacza przykład z matematyki: Formuła typu (a + b)(a – b) = a² – b², nie mówi jak myśleć matematycznie. Po prostu wyraża prawdę. Zdanie, które mówi: Iloczyn sumy i różnicy a i b powinien dać nam różnicę kwadratów a i b wyraża zdanie normatywne, ale to zdanie normatywne opiera się na zdaniu teoretycznym: (a + b)(a – b) = a² – b².
- Dla psychologów akty osądzania, rozumowania, wyprowadzania itd. to procesy psychologiczne. Dlatego rolą psychologii jest stworzenie podstaw tych procesów. Husserl stwierdza, że ten wysiłek psychologów jest wkroczeniem na inne pole. Jest to metabaza, ponieważ psychologia nie może zapewnić żadnych podstaw dla praw apriorycznych, które same w sobie są podstawą wszystkich sposobów prawidłowego myślenia. Psychologowie mają problem z myleniem działań intencjonalnych z przedmiotem tych działań. Ważne jest, aby odróżnić akt osądzania od samego osądu, akt liczenia od samej liczby i tak dalej. Liczenie pięciu przedmiotów jest niewątpliwie procesem psychologicznym, ale liczba pięć nie.
- Orzeczenia mogą być prawdziwe lub nieprawdziwe. Psychologiści twierdzą, że osądy są prawdziwe, ponieważ stają się dla nas ewidentnie prawdziwe. Dowód, proces, który gwarantuje prawdę, jest w istocie procesem psychologicznym. Husserl odpowiada, mówiąc, że sama prawda, jak również prawa logiczne, zawsze pozostają ważne, niezależnie od psychologicznych dowodów, że są prawdziwe. Żaden proces psychologiczny nie może wyjaśnić a priori obiektywności tych logicznych prawd.

Rozróżnienie między aktami psychologicznymi a ich przedmiotami intencjonalnymi oraz różnica między normatywną stroną logiki a stroną teoretyczną wywodzi się z platońskiej koncepcji logiki. Oznacza to, że powinniśmy uważać prawa logiczne i matematyczne za niezależne od ludzkiego umysłu. Jest to w istocie różnica między rzeczywistością a ideałami, takimi jak prawdy logiczne, byty matematyczne, prawdy matematyczne i znaczenia w ogóle.

## Wpływ
Najbardziej znanym z uczniów Husserla jest Martin Heidegger, którego Husserl wybrał na swego następcę we Fryburgu Bryzgowijskim. Swoje opus magnum – Bycie i czas Heidegger zadedykował Husserlowi. Dzielili się swoimi przemyśleniami i pracowali razem przez ponad dekadę na Uniwersytecie we Fryburgu, Heidegger był asystentem Husserla w latach 1920–1923. Wczesne prace Heideggera podążały za jego nauczycielem, ale z czasem zaczął on rozwijać nowe spostrzeżenia, wyróżniające się szczegółami. Husserl stawał się coraz bardziej krytyczny wobec pracy Heideggera, czemu dał upust w wykładach, które wygłaszał w 1931 roku. Heidegger, uznając swój dług wobec Husserla, przyjął stanowisko polityczne obraźliwe i szkodliwe dla Husserla po dojściu Hitlera do władzy w 1933 r. Husserl był pochodzenia żydowskiego, a Heidegger był wówczas niesławnym zwolennikiem narodowego socjalizmu. Dyskusja akademicka na temat Husserla i Heideggera jest obszerna.
Edyta Stein była uczennicą Husserla w Getyndze i Fryburgu Bryzgowijskim, pisząc pracę doktorską Problem empatii w miarę rozwoju historycznego i rozważania fenomenologicznego. Następnie w latach 1916–1918 została jego asystentką we Fryburgu Bryzgowijskim. Później dostosowała swoją fenomenologię do nowoczesnej szkoły tomizmu.
Ludwig Landgrebe został asystentem Husserla w 1923 roku. Od 1939 współpracował z Eugenem Finkiem w Archiwum Husserla w Lowanium. W 1954 roku został kierownikiem archiwum. Landgrebe jest znany jako jeden z najbliższych współpracowników Husserla, ale także ze względu na jego niezależne poglądy na historię, religię i politykę widziane z punktu widzenia filozofii egzystencjalnej.
Eugen Fink był bliskim współpracownikiem Husserla w latach dwudziestych i trzydziestych. Napisał Szóstą Medytację Kartezjańską, o której Husserl powiedział, że jest najprawdziwszym wyrazem i kontynuacją jego własnej pracy. Fink wygłosił pochwałę dla Husserla w 1938 roku.
Roman Ingarden, wczesny uczeń Husserla we Fryburgu Bryzgowijskim, korespondował z Husserlem do połowy lat 30. XX wieku. Ingarden nie akceptował jednak późniejszego transcendentalnego idealizmu Husserla, który, jak sądził, prowadzi do relatywizmu. Ingarden pisał swoje prace w języku niemieckim i polskim. W Sporze o istnienie świata stworzył własną realistyczną pozycję, która przyczyniła się również do upowszechnienia w Polsce fenomenologii.
Max Scheler poznał Husserla w Halle w 1901 roku i znalazł w fenomenologii przełom metodologiczny dla własnej filozofii. Scheler, który przebywał w Getyndze, kiedy Husserl tam nauczał, był jednym z pierwszych redaktorów czasopisma Rocznik filozofii i badań fenomenologicznych. Praca Schelera Formalizm w etyce i materialna etyka wartości ukazała się w nowym czasopiśmie i spotkała się z dużym uznaniem. Jednak osobiste relacje między dwoma mężczyznami zostały napięte z powodu problemów prawnych Schelera, po czym wrócił on do Monachium. Chociaż Scheler później skrytykował idealistyczne logiczne podejście Husserla i zaproponował zamiast tego fenomenologię miłości, twierdził, że pozostał głęboko wdzięczny Husserlowi przez całą swoją pracę.
Emmanuel Levinas w 1929 roku wygłosił prezentację na jednym z ostatnich seminariów Husserla we Fryburgu Bryzgowijskim. Również w tym samym roku napisał o Ideach Husserla obszerną recenzję opublikowaną przez francuskie czasopismo. Levinas wraz z Gabrielle Peiffer przełożył na francuski Medytacje Kartezjańskie Husserla. Początkowo był pod wrażeniem Heideggera i zaczął pisać o nim książkę, ale przerwał projekt, gdy ten związał się z nazistami. Po wojnie pisał o duchowości żydowskiej; większość jego rodziny została zamordowana przez hitlerowców na Litwie. Levinas zaczął wtedy pisać dzieła, które stały się powszechnie znane i podziwiane.
Fenomenologia świata społecznego Alfreda Schutza ma na celu rygorystyczne ugruntowanie socjologii interpretacyjnej Maxa Webera w fenomenologii Husserla. Husserl był pod wrażeniem tej pracy i poprosił Schutza, aby był jego asystentem.
Jean-Paul Sartre był również pod dużym wpływem Husserla, choć później nie zgadzał się z kluczowymi punktami jego analiz. Sartre odrzucał transcendentalne interpretacje Husserla przedstawione w jego Ideach, a zamiast tego podążał za ontologią Heideggera.
Gabriel Marcel wyraźnie odrzucił egzystencjalizm ze względu na Sartre'a, ale nie fenomenologię, która cieszy się szerokim zainteresowaniem wśród francuskich katolików. Cenił Husserla, Schelera oraz Heideggera (choć tego ostatniego z niepokojem). Jego wyrażenia, takie jak ontologia zmysłowości w odniesieniu do ciała, wskazują na wpływ myśli fenomenologicznej.
Wiadomo, że Kurt Gödel czytał Medytacje Kartezjańskie. Wyraził bardzo duże uznanie dla twórczości Husserla, zwłaszcza w odniesieniu do epoché.
Wydaje się, że zainteresowanie Hermanna Weyla intuicjonistyczną logiką i niepredykatywnością wynikało z jego lektury Husserla. Z twórczością Husserla zapoznała go jego żona Helene Joseph, która była uczennicą Husserla w Getyndze.
Colin Wilson szeroko wykorzystywał idee Husserla w rozwijaniu swojego nowego egzystencjalizmu, szczególnie w odniesieniu do jego intencjonalności świadomości, o której wspomina w wielu swoich książkach.
Rudolf Carnap również był pod wpływem Husserla, nie tylko w odniesieniu do pojęcia wglądu, które Carnap użył w swojej Przestrzeni, ale także jego pojęcia reguł formacji i reguł transformacji opierają się na filozofii logiki Husserla.
Karol Wojtyła, późniejszy papież Jan Paweł II, również był pod wpływem Husserla. Fenomenologia pojawia się w jego głównym dziele zatytułowanym Osoba i czyn. Publikacja ta pierwotnie została wydana w języku polskim, a następnie przetłumaczona przez Andrzeja Potockiego i zredagowana przez Annę-Teresę Tymieniecką w jej książce noszącej tytuł Analecta Husserliana. Osoba i czyn łączy fenomenologię z etyką tomistyczną.
Paul Ricœur przetłumaczył wiele dzieł Husserla na język francuski, a także napisał wiele własnych studiów filozoficznych, w których wykorzystał fenomenologię, np. w publikacji Freud i filozofia.
Jacques Derrida napisał kilka krytycznych opracowań o Husserlu na początku swojej kariery akademickiej. Były to między innymi jego rozprawa Problem genezy w filozofii Husserla, a także wstęp do O pochodzeniu geometrii. Derrida również w późniejszych pracach nadal odwoływał się do Husserla np. w publikacji O gramatologii.
Stanisław Leśniewski i Kazimierz Ajdukiewicz inspirowali się formalną analizą języka Husserla. W związku z tym wykorzystali fenomenologię w rozwoju gramatyki kategorialnej.
José Ortega y Gasset odwiedził Husserla we Fryburgu Bryzgowijskim w 1934 roku. Przypisywał fenomenologii wyzwolenie go z wąskiej myśli neokantowskiej. Choć być może sam nie był fenomenologiem, wprowadził filozofię Husserla do Iberii i Ameryki Łacińskiej.
Hans Blumenberg habilitował się w 1950 roku na podstawie rozprawy na temat dystansu ontologicznego, badania kryzysu fenomenologii Husserla.
Roger Scruton, pomimo pewnych nieporozumień z Husserlem, nawiązał do jego pracy w publikacji Pożądanie.
Wpływ tradycji fenomenologicznej Husserla w XXI wieku wykracza poza ramy spuścizny europejskiej i północnoamerykańskiej. Zaczęła już wpływać (pośrednio) na badania nad myślą wschodnią i orientalną, w tym badania nad rozmachem myślenia filozoficznego w historii idei islamu.